# Dalbergia suaresensis
Dalbergia suaresensis là một loài rau đậu thuộc họ Fabaceae, and is unique because it is only được tìm thấy ở Madagascar. The plant's conservation status is listed as "endangered", and its continued existence on this planet is threatened by habitat loss.